# Moniliellomycetes
Moniliellomycetes Q.M. Wang, F.Y. Bai & Boekhout é uma classe monotípica de fungos do subfilo Ustilaginomycotina cuja única ordem é Moniliellales Q.M. Wang, F.Y. Bai & Boekhout, também monotípica, cuja única família, também monotípica, é Moniliellaceae Q.M. Wang, F.Y. Bai & Boekhout, com o género Moniliella. São leveduras negras que se utilizam frequentemente para a fermentação de açúcares, algumas possam causar doenças em humanos e em gatos. O género tem distribuição natural do tipo cosmopolita.

## Descrição
O grupo forma colónias lisas e aveludadas, de cor cinza a preto-oliva. As leveduras em divisão são elipsoidais e formam hifas terminais, que se dividem em artroconídios, uma cadeia de esporos cilíndricos curtos. Podem ocorrer como pseudo-hifas e clamidósporos. As paredes celulares são multicamadas. As pseudo-hifas geralmente apresentam doliporos com um arco de retículo endoplasmático, mas também podem estar presentes estruturas microporosas.
Moniliella reage positivamente à coloração com diazónio azul B e ureia. Produz a coenzima Q -9. A xilose e fucose são hidrolisadas em células inteiras.
A família, ordem e classe estiveram inicialmente consideradas como em incertae sedis no seio dos fungos Basidiomycota, situação que se manteve até 2014, quando a família Moniliellaceae foi formada.
Algumas espécies de Moniliella podem causar doenças em humanos e em felinos. O género inclui os fungos conhecidos por leveduras negras pertencentes à divisão Basidiomycota, apesar do grupo das leveduras negras, polifilético, e por isso sem significado taxonómico, também incluir fungos pertencentes à divisão Ascomycota.
O grupo tem distribuição dispersa, com ocorrência comprovada na América do Norte e do Sul, Europa e Ásia.

## Ecologia
As espécies de Moliniella vivem em substratos com alto teor de açúcares e em gorduras, mas também ocorrem em mel e em pólen. Foi comprovada a sua presença também em escarro humano ou animal em mau estado e em substratos com baixa atividade de água. Algumas espécies como Moniliella fonsecae foram encontradas em flores tropicais.

## Sistemática
O género foi descrito pela primeira vez em 1966 por Stolk & Dakin. Em 1967, o género Trichosporonoides foi descrito por Haskins e Spencer. Após vários autores suspeitarem da sinonímia dos dois géneros, Rosa e seus colegas colocaram todas as espécies descritas no género Moliniella. A posição sistemática do género não era clara e foi apenas em 2014 que QM Wang, FY Bai & Boekhout o descreveram como uma classe independente de fungos com uma única ordem e família.
Lista de espécies:
- Moniliella acetoabutans Stolk & Dakin (1966)
- Moniliella byzovii Thanh, Hien & T.T. Thom ex Denchev & T. Denchev (2021)
- Moniliella carnis Thanh, Hai, Hien, M. Takash. & Lachance (2012)
- Moniliella casei Thanh, Hien, Yaguchi, J.P. Samp. & Lachance (2018)
- Moniliella dehoogii Thanh, Hai, Hien, M. Takash. & Lachance (2012)
- Moniliella fonsecae[14]
- Moniliella floricola Thanh & Hien (2018)
- Moniliella macrospora (J.F.H. Beyma) Thanh, Hien, Yaguchi, J.P. Samp. & Lachance (2018)
- Moniliella madida (de Hoog) C.A. Rosa & Lachance (2009) (anteriormente em Trichosporonoides)[14]
- Moniliella megachiliensis (G.D. Inglis & Sigler) C.A. Rosa & Lachance (2009) (anteriormente em Trichosporonoides)[14]
- Moniliella nigrescens (A.D. Hocking & Pitt) C.A. Rosa & Lachance (2009) (anteriormente em Trichosporonoides)[14]
- Moniliella oedocephalis (Haskins & J.F.T. Spencer) C.A. Rosa & Lachance (2009) (anteriormente em Trichosporonoides)[14]
- Moniliella pollinis (Hennebert & Veracht.) de Hoog & E. Guého (1984)
- Moniliella pyrgileucina Thanh, Hien, Yaguchi, J.P. Samp. & Lachance (2018)
- Moniliella sojae Thanh, Hien, Yaguchi, J.P. Samp. & Lachance ex Denchev & T. Denchev (2021)
- Moniliella spathulata (de Hoog) C.A. Rosa & Lachance (2009) (anteriormente em Trichosporonoides)[14]
- Moniliella tomentosa (J.F.H. Beyma) Stolk (1966), um organismo osmófilo[15]

Antigas espécies, agora sinónimos taxonómicos:
- Moniliella mellis (Fabian & Quinet) G.V. Rao & de Hoog (1975) = Zygosaccharomyces mellis, Saccharomycetaceae
- Moniliella suaveolens (Lindner) Arx (1972)[8] = Vanrija humicola, Trichosporonaceae
- Moniliella suaveolens var. nigra (Burri & W. Staub) de Hoog (1979) = Saprochaete suaveolens, Dipodascaceae
- Moniliella tomentosa var. pollinis Hennebert & Veracht. (1971) = Moniliella pollinis, Moniliellaceae